# Grupa G din preliminariile Campionatului European de Fotbal 2020
Grupa G din preliminariile UEFA Euro 2020 este una din cele zece grupe care decid ce echipe se califică la turneul final al UEFA Euro 2020. Grupa C constă din șase echipe: Austria, Israel, Letonia, Macedonia de Nord, Polonia și Slovenia, unde vor juca fiecare cu fiecare tur-retur.
Primele două clasate se vor califica direct la turneul final. Spre deosebire de edițiile anterioare, nu vor exista baraje, ci doar un play-off în care accesul se face conform rezultatelor din Liga Națiunilor UEFA 2018–2019.

## Clasament
| Loc | Echipa                | MJ | V | E | Î | GM | GP | DG  | Pct | Calificare                  |     | Polonia | Austria | Macedonia de Nord | Slovenia | Israel | Letonia |
| --- | --------------------- | -- | - | - | - | -- | -- | --- | --- | --------------------------- | --- | ------- | ------- | ----------------- | -------- | ------ | ------- |
| 1   | Polonia               | 10 | 8 | 1 | 1 | 18 | 5  | +13 | 25  | Calificare la turneul final |     | —       | 0–0     | 2–0               | 3–2      | 4–0    | 2–0     |
| 2   | Austria               | 10 | 6 | 1 | 3 | 19 | 9  | +10 | 19  | Calificare la turneul final |     | 0–1     | —       | 2–1               | 1–0      | 3–1    | 6–0     |
| 3   | Macedonia de Nord (X) | 10 | 4 | 2 | 4 | 12 | 13 | −1  | 14  |                             |     | 0–1     | 1–4     | —                 | 2–1      | 1–0    | 3–1     |
| 4   | Slovenia              | 10 | 4 | 2 | 4 | 16 | 11 | +5  | 14  |                             | 2–0 | 0–1     | 1–1     | —                 | 3–2      | 1–0    |         |
| 5   | Israel (X)            | 10 | 3 | 2 | 5 | 16 | 18 | −2  | 11  |                             | 1–2 | 4–2     | 1–1     | 1–1               | —        | 3–1    |         |
| 6   | Letonia               | 10 | 1 | 0 | 9 | 3  | 28 | −25 | 3   |                             | 0–3 | 1–0     | 0–2     | 0–5               | 0–3      | —      |         |

## Meciuri
Programarea meciurilor a fost publicată de UEFA în aceeași zi cu tragerea la sorți, la 2 decembrie 2018 la Dublin. Orele sunt date în CET/CEST, după cum au fost publicate de UEFA (orele locale, dacă diferă, sunt în paranteză).
| Austria | 0–1             | Polonia              |
| ------- | --------------- | -------------------- |
|         | Raport Wikidata | Krzysztof Piątek 24' |

| Macedonia de Nord | 3–1             | Letonia                                                                    |
| ----------------- | --------------- | -------------------------------------------------------------------------- |
|                   | Raport Wikidata | Ezgjan Alioski⁠(d) 11' Elif Elmas⁠(d) 29', 48' Darko Velkovski⁠(d) 42' (aut.) |

| Israel | 1–1             | Slovenia                               |
| ------ | --------------- | -------------------------------------- |
|        | Raport Wikidata | Andraž Šporar⁠(d) 3' Eran Zahavi⁠(d) 10' |

| Israel | 4–2             | Austria                                                                   |
| ------ | --------------- | ------------------------------------------------------------------------- |
|        | Raport Wikidata | Marko Arnautović 8', 30' Eran Zahavi⁠(d) 34', 45', 10' Munas Dabbur⁠(d) 21' |

| Polonia | 2–0             | Letonia                               |
| ------- | --------------- | ------------------------------------- |
|         | Raport Wikidata | Robert Lewandowski 31' Kamil Glik 39' |

| Slovenia | 1–1             | Macedonia de Nord                  |
| -------- | --------------- | ---------------------------------- |
|          | Raport Wikidata | Enis Bardhi⁠(d) 2' Miha Zajc⁠(d) 34' |

| Austria | 1–0             | Slovenia                 |
| ------- | --------------- | ------------------------ |
|         | Raport Wikidata | Guido Burgstaller⁠(d) 29' |

| Macedonia de Nord | 0–1             | Polonia             |
| ----------------- | --------------- | ------------------- |
|                   | Raport Wikidata | Krzysztof Piątek 2' |

| Letonia | 0–3             | Israel                       |
| ------- | --------------- | ---------------------------- |
|         | Raport Wikidata | Eran Zahavi⁠(d) 10', 15', 36' |

| Macedonia de Nord | 1–4             | Austria |
| ----------------- | --------------- | --- |
|                   | Raport Wikidata | Marko Arnautović 17', 37' Martin Hinteregger⁠(d) 18' (aut.) Valentino Lazaro 39' Egzon Bejtullai⁠(d) 41' (aut.) |

| Letonia | 0–5             | Slovenia                                                                       |
| ------- | --------------- | ------------------------------------------------------------------------------ |
|         | Raport Wikidata | Miha Zajc⁠(d) 2' Domen Črnigoj⁠(d) 24', 27', 26' Josip Iličić⁠(d) 29' (pen.), 44' |

| Polonia                                                             | 4–0             | Israel               |
| ------------------------------------------------------------------- | --------------- | -------------------- |
| Robert Lewandowski 11' (pen.) Kamil Grosicki 14' Damian Kądzior 39' | Raport Wikidata | Krzysztof Piątek 35' |

| Israel | 1–1             | Macedonia de Nord                      |
| ------ | --------------- | -------------------------------------- |
|        | Raport Wikidata | Eran Zahavi⁠(d) 10' Arijan Ademi⁠(d) 19' |

| Austria | 6–0             | Letonia |
| ------- | --------------- | --- |
|         | Raport Wikidata | Marko Arnautović 7', 8' (pen.) Marcel Sabitzer 13' Pāvels Šteinbors⁠(d) 31' (aut.) Konrad Laimer 35' Michael Gregoritsch⁠(d) 40', 39' |

| Slovenia | 2–0             | Polonia                                  |
| -------- | --------------- | ---------------------------------------- |
|          | Raport Wikidata | Andraž Šporar⁠(d) 20' Aljaž Struna⁠(d) 35' |

| Letonia | 0–2             | Macedonia de Nord                   |
| ------- | --------------- | ----------------------------------- |
|         | Raport Wikidata | Goran Pandev 14' Enis Bardhi⁠(d) 17' |

| Polonia | 0–0             | Austria |
| ------- | --------------- | ------- |
|         | Raport Wikidata |         |

| Slovenia | 3–2             | Israel                                                                                 |
| -------- | --------------- | -------------------------------------------------------------------------------------- |
|          | Raport Wikidata | Bibras Natcho⁠(d) 5' Eran Zahavi⁠(d) 18' Roman Bezjak⁠(d) 21' Benjamin Verbič⁠(d) 43', 45' |

| Austria |        | Israel |
| ------- | ------ | ------ |
|         | Raport |        |

| Macedonia de Nord |        | Slovenia |
| ----------------- | ------ | -------- |
|                   | Raport |          |

| Letonia |        | Polonia |
| ------- | ------ | ------- |
|         | Raport |         |

| Polonia |        | Macedonia de Nord |
| ------- | ------ | ----------------- |
|         | Raport |                   |

| Slovenia |        | Austria |
| -------- | ------ | ------- |
|          | Raport |         |

| Israel |        | Letonia |
| ------ | ------ | ------- |
|        | Raport |         |

| Slovenia |        | Letonia |
| -------- | ------ | ------- |
|          | Raport |         |

| Austria |        | Macedonia de Nord |
| ------- | ------ | ----------------- |
|         | Raport |                   |

| Israel |        | Polonia |
| ------ | ------ | ------- |
|        | Raport |         |

| Macedonia de Nord |        | Israel |
| ----------------- | ------ | ------ |
|                   | Raport |        |

| Letonia |        | Austria |
| ------- | ------ | ------- |
|         | Raport |         |

| Polonia |        | Slovenia |
| ------- | ------ | -------- |
|         | Raport |          |

## Marcatori
2 goluri
- Elif Elmas

1 gol
- Eran Zahavi
- Vjačeslavs Isajevs
- Ezgjan Alioski
- Krzysztof Piątek
- Andraž Šporar

## Disciplină
Un jucător este automat suspendat pentru următorul meci în cazul următoarelor infracțiuni:
- Cartonaș roșu (suspendările în acest caz pot fi mărite pentru infracțiuni grave)
- Trei cartonașe galbene în trei meciuri diferite, apoi ca al cincilea cartonaș galben și fiecare cartonaș galben după acesta (suspendările pentru cartonașe galbene se reportează pentru play-off, dar nu și la turneul final sau la alte meciuri internaționale viitoare)